# Orthocladius groenlandensis
Orthocladius groenlandensis är en tvåvingeart som beskrevs av Maurice Emile Marie Goetghebuer 1933. Orthocladius groenlandensis ingår i släktet Orthocladius och familjen fjädermyggor.
Artens utbredningsområde är Grönland. Inga underarter finns listade i Catalogue of Life.